# 1985 na música

## Eventos
- Michael Jackson e Lionel Richie gravam com os artistas mais bem-sucedidos da época a canção "We Are The World", tornando-se o single mais vendido do ano.
- A 11 de Janeiro ocorre a 1.ª edição do Rock in Rio, com shows de Queen, Iron Maiden, AC/DC, Whitesnake, Scorpions entre outros.
- No dia 11 de Janeiro os Engenheiros do Hawaii fazem seu primeiro show no auditório da UFRGS.
- A 23 de Abril Madonna inicia a primeira tournê, chamada The Virgin Tour, percorrendo 27 cidades americanas e uma canadense.
- Em Maio a banda UHF lança No Jogo da Noite - Ao Vivo em Almada o primeiro álbum ao vivo de rock em Portugal.[1]
- Em 13 de Julho acontece o Live Aid, que é assistido por mais de um bilhão e meio de pessoas, onde o Queen realiza um de seus shows mais conhecidos.

## Bandas Formadas
- É formada a banda de hard rock Guns N' Roses.
- É fundada em, Long Island, a banda de metal progressivo Dream Theater, inicialmente com o nome de Majesty, por John Petrucci, John Myung e Mike Portnoy.
- A banda Engenheiros do Hawaii é fundada.
- É fundada a banda grunge feminina L7, por Donita Sparks e Suzi Gardner.
- É fundada a banda Radiohead.
- É fundada a banda Sarcófago.

## Bandas Desfeitas
- A banda australiana Men at Work anuncia sua separação.

## Lançamentos Discográficos
- Dia 10 de Abril: Ultraje a rigor lança o álbum Nós Vamos Invadir Sua Praia.
- Dia 27 de Maio: Bathory lança seu segundo álbum, The Return.......
- Dia 12 de Junho: Megadeth lança seu primeiro álbum, Killing Is My Business... and Business Is Good!
- Dia 28 de Outubro: o A-ha lança seu primeiro álbum, Hunting High and Low.
- Dia 30 de Novembro: a banda californiana Faith No More lança o seu álbum de estreia, We Care a Lot.
- Maio a banda UHF lança No Jogo da Noite - Ao Vivo em Almada.[1]
- As bandas Ira!, Legião Urbana e Plebe Rude lançam seus primeiros discos.
- Cyndi Lauper lança "The Goonies 'r' Good Enough". Trilha sonora do filme The Goonies.
- Gretchen lança o single "Le Bal Masque", que se torna primeiro lugar no Brasil.

## Nascimentos
| Data            | Nome               | Profissão                      | Nacionalidade           | Observações | Ref |
| --------------- | ------------------ | ------------------------------ | ----------------------- | ----------- | --- |
| 11 de Janeiro   | Raquel Tavares     | fadista                        | Portugal                |             |     |
| 17 de Janeiro   | Simone Simons      | cantora                        | Países Baixos           |             |     |
| 28 de Janeiro   | J. Cole            | rapper                         | Estados Unidos Alemanha |             |     |
| 20 de Fevereiro | Yulia Volkova      | cantora                        | Rússia                  |             |     |
| 12 de março     | Stromae            | cantor                         | Bélgica                 |             |     |
| 19 de março     | La Materialista    | rapper, cantora                | República Dominicana    |             |     |
| 13 de Abril     | Ty Dolla Sign      | rapper, cantor e compostiror   | Estados Unidos          |             |     |
| 20 de Abril     | Nina Žižić         | cantora                        | Montenegro              |             |     |
| 2 de Maio       | Lily Allen         | cantora                        | Inglaterra              |             |     |
| 7 de Maio       | J Balvin           | cantor                         | Colômbia                |             |     |
| 25 de Maio      | Luciana Abreu      | atriz, apresentadora e cantora | Portugal                |             |     |
| 11 de junho     | Di Ferrero         | cantor                         | Brasil                  |             |     |
| 19 de junho     | Filipe Ret         | rapper, cantor e compostiror   | Brasil                  |             |     |
| 20 de junho     | Caroline Polachek  | cantora e compositora          | Estados Unidos          |             |     |
| 21 de junho     | Lana Del Rey       | cantora e compositora          | Estados Unidos          |             |     |
| 2 de Julho      | Ashley Tisdale     | atriz, cantora e compositora   | Estados Unidos          |             |     |
| 4 de Julho      | Mariana Rios       | atriz e cantora                | Brasil                  |             |     |
| 17 de Julho     | Tom Fletcher       | músico e cantor                | Inglaterra              |             |     |
| 31 de Julho     | Alissa White-Gluz  | cantora                        | Canadá                  |             |     |
| 17 de Agosto    | Emicida            | rapper                         | Brasil                  |             |     |
| 30 de Agosto    | Joe Inoue          | cantor                         | Estados Unidos Japão    |             |     |
| 8 de setembro   | Tatsuya Mitsumura  | cantor                         | Japão                   |             |     |
| 9 de setembro   | Rincon Sapiência   | rapper                         | Brasil                  |             |     |
| 14 de setembro  | Alex Clare         | cantor e compositor            | Inglaterra              |             |     |
| 23 de setembro  | Maki Goto          | cantora e letrista             | Japão                   |             |     |
| 26 de Setembro  | Lenna Kuurmaa      | vocalista e guitarrista        | Estónia                 |             |     |
| 7 de Outubro    | Mãeana             | cantora e compositora          | Brasil                  |             |     |
| 8 de Outubro    | Bruno Mars         | cantor e compositor            | Estados Unidos          |             |     |
| 10 de Outubro   | Marina             | cantora e compositora          | Reino Unido Grécia      |             |     |
| 25 de Outubro   | Ciara              | cantora e compositora          | Estados Unidos          |             |     |
| 20 de Novembro  | Carly Rae Jepsen   | cantora e compositora          | Canadá                  |             |     |
| 27 de Novembro  | Lauren C. Mayhew   | atriz e cantora                | Estados Unidos          |             |     |
| 28 de Novembro  | Tiago Iorc         | cantor e compositor            | Brasil                  |             |     |
| 1 de Dezembro   | Janelle Monáe      | cantora e compositora          | Estados Unidos          |             |     |
| 6 de Dezembro   | Dulce María        | atriz e cantora                | México                  |             |     |
| 10 de Dezembro  | Raven Symone       | atriz e cantora                | Estados Unidos          |             |     |
| 17 de Dezembro  | Martín Ricca       | ator e cantor                  | Argentina               |             |     |
| 23 de dezembro  | Harry Judd         | músico                         | Inglaterra              |             |     |
| 25 de dezembro  | Jessica Origliasso | cantora                        | Austrália               |             |     |
| 25 de dezembro  | Lisa Origliasso    | cantora                        | Austrália               |             |     |

## Mortes
| Data          | Nome                         | Profissão                     | Nacionalidade | Observações | Ref |
| ------------- | ---------------------------- | ----------------------------- | ------------- | ----------- | --- |
| 15 de Março   | Gino Cortopassi (Zé Fidélis) | cantor, compositor, humorista | Brasil        | n. 1910     |     |
| 6 de Maio     | Julie Vega                   | cantora e atriz               | Filipinas     | n. 1968     |     |
| 4 de dezembro | Teixeirinha                  | cantor e compositor           | Brasil        | n. 1927     |     |